# El sol negre
El sol negre  (títol original en francès: Soleil noir) és una pel·lícula franco-italiana de Denys de La Patellière estrenada el 1966. Ha estat doblada al català.

## Argument
El patriarca de la família Rodier acaba de morir; hom es disputa l'herència, però falta un fill desaparegut fa 20 anys. La seva jove germana decideix anar a la seva recerca.

## Repartiment
- Michèle Mercier: Christine Rodier
- Daniel Gélin: Guy Rodier
- Valentina Cortese: Maria
- Denise Vernac: Elise Rodier
- Michel de Ré: Ergy
- Jean Topart: Bayard
- Denis Savignat: Simon
- Patrick Balkany: Patrick Rodier

## Rebuda
El "Lexikon der internationalen Films" fa un comentari succint afirmant que el treball és un "melodrama amb els ingredients del sexe, delicte i sentiments". < El "Protestant Film Observer diu: "Desafortunadament, l'èpica era massa amargament dolça per a ell, en llocs brutals, en llocs estrets, i en general - sobretot perquè és exagerat - poc convincent, només per a adults no crítics. "